# برايان روبرتس (لاعب كرة قدم أمريكي)
برايان روبرتس (بالإنجليزية: Brian Roberts)‏ (28 أغسطس 1982 في الولايات المتحدة - ) هو مدرب كرة قدم ولاعب كرة قدم أمريكي في مركز الدفاع. لعب مع سبورتينغ كانساس سيتي وMinnesota Thunder ‏.

## وصلات خارجية
- برايان روبرتس على موقع قاعدة بيانات كرة القدم.إي يو (الإنجليزية)